# Tillmitsch
Tillmitsch è un comune austriaco di 3 200 abitanti nel distretto di Leibnitz, in Stiria.